# Fjällgräsmossa
Fjällgräsmossa (Brachythecium coruscum) är en bladmossart som beskrevs av Ingebrigt Severin Hagen 1908. Enligt Catalogue of Life ingår Fjällgräsmossa i släktet gräsmossor och familjen Brachytheciaceae, men enligt Dyntaxa är tillhörigheten istället släktet gräsmossor och familjen Brachytheciaceae. Enligt den finländska rödlistan är arten sårbar i Finland. Arten är reproducerande i Sverige. Artens livsmiljö är fjällhedar. Inga underarter finns listade i Catalogue of Life.